# Gaetano Costa
Gaetano Costa (Caltanissetta, 1 de marzo de 1916 - Palermo, 6 de agosto de 1980) fue un magistrado italiano asesinado por la mafia.

## Biografía
Natural de Caltanissetta, ciudad del interior de la isla de Sicilia, ingresó en la Universidad de estudios de Palermo, donde se licenció en Derecho. De joven estuvo afiliado al Partido Comunista de Italia, entonces clandestino. Tras conseguir entrar en la carrera judicial, en el marco de la Segunda Guerra Mundial, se alistó como oficial en la aviación, obteniendo dos cruces de guerra. El 8 de septiembre llegó al Valle de Susa uniéndose a los partisanos. A principios de la década de los cuarenta fue puesto en servicio en la Magistratura, inicialmente en la Corte de Roma; posteriormente, a solicitud suya, fue trasladado al Ministerio Público de Caltanissetta donde permaneció desde 1944 hasta 1978.
En su tierra natal desarrolló la mayor parte de su actividad como magistrado, primero como fiscal adjunto y luego como fiscal general, dando siempre claras manifestaciones de alta preparación profesional, independencia y equilibrio. A pesar del carácter aparentemente frío y distante y la poca inclinación a las relaciones sociales, siempre se reconoció unánimemente una gran humanidad y atención especialmente hacia los temas más débiles. Desde los años sesenta, como lo demuestra su deposición en la primera Comisión Antimafia, intuía que la mafia había sufrido una mutación radical y que se había anidado en los ganglios vitales de la administración pública, comprobando los contratos, contratación y gestión en general.
En vano, en su momento, llamó la atención de las más altas autoridades sobre el hecho de que una lucha efectiva contra la mafia requería la elaboración de instrumentos legislativos que permitieran investigar sus bienes y golpearlos. En enero de 1978 fue nombrado fiscal general de Palermo, pero no tomó posesión del cargo hasta el mes de julio, después de varios meses de reticencias para reconocer su nombramiento.
En el corto período de su gestión, la Fiscalía de Palermo inició una serie de investigaciones muy delicadas en las que, aunque con los limitados medios de que disponía en ese momento, intentó penetrar en los santuarios patrimoniales de la mafia.

## Asesinato
Costa fue asesinado por la mafia el 6 de agosto de 1980. A las 19:30 horas, caminando solo, muy cerca de su casa, fue asesinado por la espalda, alcanzado por seis disparos de una Walther P38. Los autores materiales pudieron ser dos, dudándose en las pesquisas posteriores si huyeron en motocicleta o en un Autobianchi A11 que fue encontrado calcinado horas después. Pocas personas asistieron al funeral y, sobre todo, pocos magistrados.
Un suplente escribió sobre él, que era un hombre "cuya única muerte se podía comprar". Si bien era el único magistrado de Palermo al que, en ese momento, se le había asignado un vehículo blindado y una escolta, no lo utilizó, creyendo que su protección pondría en peligro a otros y que él era uno de los que "tenían el deber de ser valientes".
Su nombre ya estaba en la órbita de la mafia tras firmar de su puño y letra varias órdenes de arresto contra Rosario Spatola y sus hombres. Su asesinato fue ordenado por el clan mafioso de Salvatore Inzerillo.
Su legado y función fue continuada por Rocco Chinnici, también magistrado y uno de los pocos que entendía los procedimientos y las tesis de Costa. Sería también asesinado pero por la mafia Corleonesi en 1983.